# Neso (měsíc)
Neso je jedním z měsíců planety Neptun. Byl objeven Matthewem Holmanem, Brettem Gladmanem a jejich týmem 14. srpna 2002. Je pojmenovaný po jedné z Néreoven z řecké mytologie. Jeho původní označení bylo S/2002 N 4, své jméno dostal 3. února 2003. Obíhá planetu ve vzdálenosti zhruba 48 000 000 km. Jeho průměr je přibližně okolo 60 km.